# Стаменич, Марко
Марко Сеуфату Никола Стаменич (англ. Marko Seufatu Nikola Stamenic; родился 19 февраля 2002, Веллингтон) — новозеландский футболист, полузащитник греческого клуба «Олимпиакос» и сборной Новой Зеландии.

## Клубная карьера
Уроженец Веллингтона, Марко тренировался в футбольной академии «Оле» из Порируи. Играл за аффилированный с академией «Оле» клуб «Уэстерн Сабербз» в Центральной премьер-лиге, втором дивизионе чемпионата Новой Зеландии. В 2018 году в составе «Уэстерн Сабербз» дошёл до финала Кубка страны, в котором его команда проиграла клубу «Беркенхед Юнайтед».
В октябре 2019 года перешёл в клуб «Тим Веллингтон», за который провёл 7 матчей. 15 декабря 2019 года отличился забитым мячом в матче против «Саутерн Юнайтед».
После хорошего выступления за сборную Новой Зеландии до 17 лет на юношеском чемпионате мира 2019 года Стаменича пригласили на трёхнедельный просмотр в датский клуб «Копенгаген» в марте 2020 года. Однако вскоре правительство Новой Зеландии потребовало, чтобы все граждане страны, находящиеся за рубежом, срочно вернулись на родину в связи с пандемией COVID-19. Марко вынужден был досрочно прервать свой просмотр в Дании. Однако после снятия ограничений Стаменич вернулся в Данию и 1 сентября 2020 года подписал контракт с клубом. 23 ноября 2020 года Марко дебютировал в основном составе «Копенгагена», выйдя в стартовом составе своего клуба в матче датской Суперлиги против «Раннерса».
Летом 2023 года перешёл в сербский клуб «Црвена звезда».

## Карьера в сборной
В составе сборной Новой Зеландии до 17 лет сыграл на юношеском чемпионате  ОФК 2018 года и на юношеском чемпионате мира 2019 года.
9 октября 2021 года дебютировал за главную сборную Новой Зеландии в товарищеском матче против сборной Кюрасао.